# Museu Semítico de Harvard
O Museu Semítico (em inglês:  Harvard Semitic Museum) na Universidade de Harvard foi fundado em 1889 e mudou-se para a localização atual em Cambridge, Massachusetts em 1903.
Desde sua fundação, ele sediou o Departamento de Línguas e Civilizações do Oriente Médio, uma biblioteca departamental, um repositório para coleções de pesquisa, um instituto de educação pública e um centro para exploração arqueológica. Dentre as conquistas iniciais do Museu estão as primeiras escavações científicas na Terra Santa (em Samaria em 1907-1912) e escavações em Nuzi e Tell el-Khaleifeh no Sinai, onde o alfabeto mais antigo foi encontrado.
Entre os artefatos do Museu encontram-se cerâmicas, selos cilíndricos, esculturas, moedas e tabletes cuneiformes. Muitos são de escavações patrocinadas pelo Museu em Israel, Jordânia, Iraque, Egito, Chipre e Tunísia. O Museu também guarda uma réplica da Estela de Merneptá. 